# Calcio Venezia 1984-1985
Questa voce raccoglie le informazioni riguardanti il Calcio Venezia nelle competizioni ufficiali della stagione 1984-1985.

## Rosa
| N. |                   | Ruolo | Calciatore         |
| -- | ----------------- | ----- | ------------------ |
|    | Italia (bandiera) | C     | Pierangelo Agosti  |
|    | Italia (bandiera) | A     | Luigi Capuzzo      |
|    | Italia (bandiera) | D     | Roberto Catterina  |
|    | Italia (bandiera) | D     | Angelo Del Favero  |
|    | Italia (bandiera) | C     | Giuseppe Erba      |
|    | Italia (bandiera) | P     | Bruno Fantini      |
|    | Italia (bandiera) | A     | Fabio Grandi       |
|    | Italia (bandiera) | C     | Francesco Guidolin |
|    | Italia (bandiera) | D     | Marzio Lugnan      |
|    | Italia (bandiera) | C     | Alessandro Madocci |
|    | Italia (bandiera) | C     | Walter Malerba     |
|    | Italia (bandiera) |       | Masolini           |

| N. |                   | Ruolo | Calciatore               |
| -- | ----------------- | ----- | ------------------------ |
|    | Italia (bandiera) | A     | Stefano Paraluppi        |
|    | Italia (bandiera) | D     | Giampietro Pevarello     |
|    | Italia (bandiera) | C     | Carlo Trevisanello (II)  |
|    | Italia (bandiera) | D     | Gianfranco Trevisanello  |
|    | Italia (bandiera) | C     | Stefano Trevisanello (I) |
|    | Italia (bandiera) | D     | Maurizio Tubaldo         |
|    | Italia (bandiera) | C     | Claudio Venturi          |
|    | Italia (bandiera) | D     | Oscar Vidali             |
|    | Italia (bandiera) | P     | Graziano Vinti (II)      |
|    | Italia (bandiera) | C     | Stefano Zarattoni        |

## Risultati

### Campionato

#### Girone di andata
| 23 settembre 1984 1ª giornata | Venezia | 0 – 0 | Pro Patria |  |

| 30 settembre 1984 2ª giornata | Novara | 3 – 0 | Venezia |  |

| 7 ottobre 1984 3ª giornata | Venezia | 2 – 0 | Gorizia |  |

| 14 ottobre 1984 4ª giornata | Mira | 3 – 2 | Venezia |  |

| 21 ottobre 1984 5ª giornata | Venezia | 1 – 1 | Pergocrema |  |

| 23 ottobre 1984 6ª giornata | Venezia | 0 – 1 | Mantova |  |

| 4 novembre 1984 7ª giornata | Trento | 3 – 0 | Venezia |  |

| 11 novembre 1984 8ª giornata | Venezia | 0 – 1 | Ospitaletto |  |

| 18 novembre 1984 9ª giornata | Pievigina | 0 – 0 | Venezia |  |

| 25 novembre 1984 10ª giornata | Venezia | 2 – 1 | Mestre |  |

| 2 dicembre 1984 11ª giornata | Pordenone | 1 – 1 | Venezia |  |

| 9 dicembre 1984 12ª giornata | Venezia | 1 – 1 | Virescit Bergamo |  |

| 16 dicembre 1984 13ª giornata | Rhodense | 2 – 1 | Venezia |  |

| 23 dicembre 1984 14ª giornata | Venezia | 0 – 1 | Fanfulla |  |

| 6 gennaio 1985 15ª giornata | Pro Vercelli | 1 – 0 | Venezia |  |

| 13 gennaio 1985 16ª giornata | Venezia | 2 – 0 | Montebelluna |  |

| 20 gennaio 1985 17ª giornata | Omegna | 0 – 1 | Venezia |  |

#### Girone di ritorno
| 3 febbraio 1985 18ª giornata | Pro Patria | 0 – 2 | Venezia |  |

| 10 febbraio 1985 19ª giornata | Venezia | 2 – 1 | Novara |  |

| 17 febbraio 1985 20ª giornata | Gorizia | 2 – 2 | Venezia |  |

| 24 febbraio 1985 21ª giornata | Venezia | 0 – 0 | Mira |  |

| 3 marzo 1985 22ª giornata | Pergocrema | 0 – 0 | Venezia |  |

| 10 marzo 1985 23ª giornata | Mantova | 1 – 2 | Venezia |  |

| 17 marzo 1985 24ª giornata | Venezia | 2 – 1 | Trento |  |

| 24 marzo 1985 25ª giornata | Ospitaletto | 0 – 0 | Venezia |  |

| 6 aprile 1985 26ª giornata | Venezia | 0 – 0 | Pievigina |  |

| 14 aprile 1985 27ª giornata | Mestre | 1 – 0 | Venezia |  |

| 21 aprile 1985 28ª giornata | Venezia | 0 – 0 | Pordenone |  |

| 9 maggio 1985 29ª giornata | Virescit Bergamo | 1 – 0 | Venezia |  |

| 12 aprile 1985 30ª giornata | Venezia | 2 – 2 | Rhodense |  |

| 19 maggio 1985 31ª giornata | Fanfulla | 1 – 1 | Venezia |  |

| 26 maggio 1985 32ª giornata | Venezia | 1 – 1 | Pro Vercelli |  |

| 2 giugno 1985 33ª giornata | Montebelluna | 2 – 1 | Venezia |  |

| 9 giugno 1985 34ª giornata | Venezia | 1 – 1 | Omegna |  |